# 1. Fußball-Club Kaiserslautern 2018-2019
Questa voce raccoglie le informazioni riguardanti il 1. Fußball-Club Kaiserslautern nelle competizioni ufficiali della stagione 2018-2019.

## Stagione
Nella stagione 2018-2019 il Kaiserslautern, allenato da Michael Frontzeck e Sascha Hildmann, concluse il campionato di 3. Liga al 9º posto. In Coppa di Germania il Kaiserslautern fu eliminato al primo turno dall'Hoffenheim.

## Rosa
| N. |                      | Ruolo | Calciatore        |
| -- | -------------------- | ----- | ----------------- |
| 3  | Germania (bandiera)  | D     | Janek Sternberg   |
| 4  | Turchia (bandiera)   | D     | Özgür Özdemir     |
| 5  | Germania (bandiera)  | D     | Kevin Kraus       |
| 6  | Germania (bandiera)  | C     | Jan Löhmannsröben |
| 7  | Danimarca (bandiera) | C     | Mads Albæk        |
| 8  | Germania (bandiera)  | C     | Gino Fechner      |
| 9  | Germania (bandiera)  | A     | Timmy Thiele      |
| 10 | Germania (bandiera)  | C     | Julius Biada      |
| 11 | Germania (bandiera)  | A     | Florian Pick      |
| 13 | Germania (bandiera)  | P     | Wolfgang Hesl     |
| 14 | Germania (bandiera)  | A     | Dylan Esmel       |
| 15 | Germania (bandiera)  | A     | Elias Huth        |
| 16 | Germania (bandiera)  | C     | Theodor Bergmann  |
| 17 | Germania (bandiera)  | A     | Christoph Hemlein |

| N. |                     | Ruolo | Calciatore           |
| -- | ------------------- | ----- | -------------------- |
| 20 | Germania (bandiera) | D     | Dominik Schad        |
| 21 | Germania (bandiera) | D     | Hendrick Zuck        |
| 22 | Germania (bandiera) | P     | Lennart Grill        |
| 23 | Germania (bandiera) | D     | Florian Dick         |
| 24 | Germania (bandiera) | A     | Christian Kühlwetter |
| 25 | Germania (bandiera) | C     | Carlo Sickinger      |
| 27 | Germania (bandiera) | C     | Mohamed Morabet      |
| 28 | Germania (bandiera) | D     | Lukas Gottwalt       |
| 29 | Germania (bandiera) | D     | Flavius Botișeriu    |
| 33 | Lituania (bandiera) | A     | Lukas Spalvis        |
| 35 | Canada (bandiera)   | D     | André Hainault       |
| 37 | Germania (bandiera) | D     | Jonas Scholz         |
| 38 | Germania (bandiera) | C     | Antonio Jonjic       |

## Organigramma societario
Area tecnica
- Allenatore: Sascha Hildmann
- Allenatore in seconda: Alexander Bugera
- Preparatore dei portieri: Gerald Ehrmann
- Preparatori atletici: Bastian Becker

## Calciomercato

### Sessione estiva
| Acquisti | Acquisti          | Acquisti               | Acquisti |
| R.       | Nome              | da                     | Modalità |
| -------- | ----------------- | ---------------------- | -------- |
| C        | Theodor Bergmann  | Rot-Weiß Erfurt        |          |
| C        | Julius Biada      | Eintracht Braunschweig |          |
| D        | Flavius Botișeriu | Kaiserslautern U19     |          |
| D        | Florian Dick      | Arminia Bielefeld      |          |
| D        | André Hainault    | Magdeburgo             |          |
| A        | Christoph Hemlein | Arminia Bielefeld      |          |
| P        | Wolfgang Hesl     | Kickers Würzburg       |          |
| A        | Elias Huth        | Rot-Weiß Erfurt        |          |
| D        | Kevin Kraus       | Heidenheim             |          |
| C        | Jan Löhmannsröben | Carl Zeiss Jena        |          |
| D        | Özgür Özdemir     | Sonnenhof G.           |          |
| A        | Florian Pick      | Magdeburgo             |          |
| D        | Dominik Schad     | Greuther Fürth         |          |
| D        | Janek Sternberg   | Ferencváros            |          |
| A        | Timmy Thiele      | Carl Zeiss Jena        |          |
| D        | Hendrick Zuck     | Eintracht Braunschweig |          |

| Cessioni | Cessioni                   | Cessioni             | Cessioni |
| R.       | Nome                       | a                    | Modalità |
| -------- | -------------------------- | -------------------- | -------- |
| D        | Patrick Ziegler            | Western Sydney       |          |
| A        | Brandon Borrello           | Friburgo             |          |
| D        | Joel Abu Hanna             | Magdeburgo           |          |
| A        | Sebastian Andersson        | Union Berlino        |          |
| D        | Jan-Ingwer Callsen-Bracker | Augusta              |          |
| D        | Marcel Correia             | Jahn Ratisbona       |          |
| D        | Leon Guwara                | Utrecht              |          |
| C        | Ruben Yttergård Jenssen    | Groningen            |          |
| A        | Gervane Kastaneer          | NAC Breda            |          |
| D        | Benjamin Kessel            | Saarbrücken          |          |
| D        | Giuliano Modica            | Wehen Wiesbaden      |          |
| C        | Christoph Moritz           | Amburgo              |          |
| P        | Marius Müller              | RB Lipsia            |          |
| C        | Torben Müsel               | Borussia M'gladbach  |          |
| D        | Phillipp Mwene             | Magonza              |          |
| A        | Osayamen Osawe             | Ingolstadt 04        |          |
| C        | Manfred Osei-Kwadwo        | Magdeburgo           |          |
| D        | Patrick Salata             | Alemannia Aquisgrana |          |
| C        | Nils Seufert               | Arminia Bielefeld    |          |
| A        | Nicklas Shipnoski          | Wehen Wiesbaden      |          |
| A        | David Tomić                | Stoccarda II         |          |
| D        | Stipe Vučur                | Hajduk Spalato       |          |

### Sessione invernale
| Acquisti | Acquisti | Acquisti | Acquisti |
| R.       | Nome     | da       | Modalità |
| -------- | -------- | -------- | -------- |

| Cessioni | Cessioni        | Cessioni | Cessioni |
| R.       | Nome            | a        | Modalità |
| -------- | --------------- | -------- | -------- |
| P        | Jan-Ole Sievers | Gifu     |          |

## Risultati

### 3. Liga

#### Girone di andata
| Arbitro: | Osmers |

|               |           |  |
| Sternberg 86’ | Marcatori |  |

| Arbitro: | Hartmann |

|             |           |             |
| Röttger 24’ | Marcatori | 39’ Spalvis |

| Arbitro: | Kempter |

|           |           |                          |
| Kraus 51’ | Marcatori | 74’ Menig 90’ Kobylański |

| Arbitro: | Aarnink |

|                         |           |  |
| Bahn 13’ (rig.) Mai 85’ | Marcatori |  |

| Kaiserslautern 25 agosto 2018, ore 14:00 CEST 5ª giornata | Kaiserslautern | 0 – 0 referto | Karlsruhe | Fritz-Walter-Stadion (27 343 spett.)\| Arbitro: \| Winkmann \| |
| Arbitro:                                                  | Winkmann       |               |           |                                                                |

| Arbitro: | Wollenweber |

|                      |           |            |
| Wachsmuth 90’ (rig.) | Marcatori | 60’ Thiele |

| Arbitro: | Schröder |

|                                   |           |                                   |
| Thiele 35’ Biada 44’ Bergmann 88’ | Marcatori | 9’ Scheu 31’ Hartmann 90’ Uaferro |

| Arbitro: | Börner |

|                                    |           |                              |
| Suçsuz 44’ Starke 77’ Brügmann 90’ | Marcatori | 38’ Kühlwetter 82’, 88’ Huth |

| Arbitro: | Sather |

|            |           |                                                     |
| Putaro 43’ | Marcatori | 11’, 61’ Kühlwetter 55’ (aut.) Amundsen 88’ Hemlein |

| Arbitro: | Alt |

|                      |           |                 |
| Fechner 45’ Zuck 63’ | Marcatori | 90’ Al-Hazaimeh |

| Arbitro: | Siewer |

|                                |           |  |
| Farrona-Pulido 59’ Álvarez 90’ | Marcatori |  |

| Arbitro: | Koslowski |

|                                 |           |  |
| Bergmann 43’ (rig.) Hemlein 56’ | Marcatori |  |

| Arbitro: | Brütting |

|           |           |                         |
| Sessa 33’ | Marcatori | 67’ Kühlwetter 74’ Huth |

| Arbitro: | Osmanagic |

|  |           |                        |
|  | Marcatori | 48’ Stein 75’ Schlüter |

| Arbitro: | Lossius |

|                                              |           |             |
| Königs 22’ Bülow 35’ Biankadi 36’ Soukou 82’ | Marcatori | 6’ Gottwalt |

| Kaiserslautern 25 novembre 2018, ore 14:00 CET 16ª giornata | Kaiserslautern | 0 – 0 referto | Wehen Wiesbaden | Fritz-Walter-Stadion (18 716 spett.)\| Arbitro: \| Gräfe \| |
| Arbitro:                                                    | Gräfe          |               |                 |                                                             |

| Arbitro: | Waschitzki-Günther |

|                                                            |           |  |
| Marseiler 23’ Schimmer 28’ Bigalke 65’ Müller 71’ Hain 84’ | Marcatori |  |

| Kaiserslautern 8 dicembre 2018, ore 14:00 CET 18ª giornata | Kaiserslautern | 0 – 0 referto | Kickers Würzburg | Fritz-Walter-Stadion (17 638 spett.)\| Arbitro: \| Müller \| |
| Arbitro:                                                   | Müller         |               |                  |                                                              |

| Arbitro: | Kempter |

|  |           |          |
|  | Marcatori | 21’ Zuck |

#### Girone di ritorno
| Arbitro: | Thomsen |

|                        |           |            |
| Bekiroğlu 55’ Moll 85’ | Marcatori | 68’ Thiele |

| Arbitro: | Siewer |

|                              |           |  |
| Löhmannsröben 38’ Thiele 53’ | Marcatori |  |

| Arbitro: | Gräfe |

|                         |           |  |
| Heidemann 23’ Akono 44’ | Marcatori |  |

| Kaiserslautern 9 febbraio 2019, ore 14:00 CET 23ª giornata | Kaiserslautern | 0 – 0 referto | Hallescher | Fritz-Walter-Stadion (19 176 spett.)\| Arbitro: \| Kampka \| |
| Arbitro:                                                   | Kampka         |               |            |                                                              |

| Arbitro: | Heft |

|  |           |           |
|  | Marcatori | 76’ Schad |

| Arbitro: | Schlager |

|                |           |           |
| Kühlwetter 23’ | Marcatori | 90’ König |

| Arbitro: | Badstübner |

|                  |           |                                |
| Dahmani 13’, 76’ | Marcatori | 16’ Kühlwetter 27’ (rig.) Zuck |

| Arbitro: | Bokop |

|                                               |           |           |
| Kühlwetter 34’, 86’ Albæk 54’ (rig.) Pick 88’ | Marcatori | 26’ Tietz |

| Kaiserslautern 13 marzo 2019, ore 19:00 CET 28ª giornata | Kaiserslautern | 0 – 0 referto | Eintracht Braunschweig | Fritz-Walter-Stadion (16 363 spett.)\| Arbitro: \| Dietz \| |
| Arbitro:                                                 | Dietz          |               |                        |                                                             |

| Arbitro: | Haslberger |

|  |           |                     |
|  | Marcatori | 86’ Thiele 90’ Pick |

| Arbitro: | Thomsen |

|               |           |                            |
| Sickinger 69’ | Marcatori | 14’, 21’ Tigges 58’ Ajdini |

| Arbitro: | Schröder |

|                          |           |                                         |
| Beister 10’ Grimaldi 78’ | Marcatori | 16’ Pick 18’ Kühlwetter 54’, 73’ Thiele |

| Arbitro: | Lossius |

|  |           |               |
|  | Marcatori | 88’ Slišković |

| Arbitro: | Reichel |

|                    |           |                   |
| Gjasula 80’ (rig.) | Marcatori | 89’ Löhmannsröben |

| Arbitro: | Schlager |

|  |           |                   |
|  | Marcatori | 55’, 65’ Biankadi |

| Arbitro: | Siebert |

|                             |           |  |
| Schönfeld 20’ Shipnoski 23’ | Marcatori |  |

| Arbitro: | Müller |

|                                                  |           |  |
| Kühlwetter 59’ Pick 62’ Hainault 88’ Hemlein 90’ | Marcatori |  |

| Arbitro: | Fritsch |

|                      |           |  |
| Ademi 8’ Baumann 69’ | Marcatori |  |

| Arbitro: | Börner |

|                                              |           |                               |
| Kühlwetter 8’, 16’ Hemlein 23’ Sickinger 34’ | Marcatori | 11’ Proschwitz 38’ Puttkammer |

### Coppa di Germania
| Arbitro: | Ittrich |

|             |           |                                                            |
| Spalvis 33’ | Marcatori | 6’, 22’, 53’ Joelinton 13’ Schulz 51’ Kadeřábek 63’ Brenet |

## Statistiche

### Statistiche di squadra
| Competizione      | Punti | In casa | In casa | In casa | In casa | In casa | In casa | In trasferta | In trasferta | In trasferta | In trasferta | In trasferta | In trasferta | Totale | Totale | Totale | Totale | Totale | Totale | DR |
| Competizione      | Punti | G       | V       | N       | P       | Gf      | Gs      | G            | V            | N            | P            | Gf           | Gs           | G      | V      | N      | P      | Gf     | Gs     | DR |
| ----------------- | ----- | ------- | ------- | ------- | ------- | ------- | ------- | ------------ | ------------ | ------------ | ------------ | ------------ | ------------ | ------ | ------ | ------ | ------ | ------ | ------ | -- |
| 3. Liga           | 51    | 19      | 7       | 7       | 5       | 25      | 18      | 19           | 6            | 5            | 8            | 24           | 33           | 38     | 13     | 12     | 13     | 49     | 51     | -2 |
| Coppa di Germania | -     | 1       | 0       | 0       | 1       | 1       | 6       | 0            | 0            | 0            | 0            | 0            | 0            | 1      | 0      | 0      | 1      | 1      | 6      | -5 |
| Totale            | 51    | 20      | 7       | 7       | 6       | 26      | 24      | 19           | 6            | 5            | 8            | 24           | 33           | 39     | 13     | 12     | 14     | 50     | 57     | -7 |

### Andamento in campionato
| Giornata  | 1 | 2 | 3  | 4  | 5  | 6  | 7  | 8  | 9  | 10 | 11 | 12 | 13 | 14 | 15 | 16 | 17 | 18 | 19 | 20 | 21 | 22 | 23 | 24 | 25 | 26 | 27 | 28 | 29 | 30 | 31 | 32 | 33 | 34 | 35 | 36 | 37 | 38 |
| --------- | - | - | -- | -- | -- | -- | -- | -- | -- | -- | -- | -- | -- | -- | -- | -- | -- | -- | -- | -- | -- | -- | -- | -- | -- | -- | -- | -- | -- | -- | -- | -- | -- | -- | -- | -- | -- | -- |
| Luogo     | C | T | C  | T  | C  | T  | C  | T  | T  | C  | T  | C  | T  | C  | T  | C  | T  | C  | T  | T  | C  | T  | C  | T  | C  | T  | C  | C  | T  | C  | T  | C  | T  | C  | T  | C  | T  | C  |
| Risultato | V | N | P  | P  | N  | N  | N  | N  | V  | V  | P  | V  | V  | P  | P  | N  | P  | N  | V  | P  | V  | P  | N  | V  | N  | N  | V  | N  | V  | P  | V  | P  | N  | P  | P  | V  | P  | V  |
| Posizione | 8 | 6 | 13 | 15 | 16 | 15 | 17 | 16 | 11 | 8  | 10 | 9  | 7  | 9  | 9  | 10 | 12 | 13 | 10 | 11 | 8  | 9  | 11 | 10 | 12 | 13 | 11 | 12 | 6  | 9  | 8  | 8  | 8  | 9  | 11 | 9  | 9  | 9  |

Legenda:

Luogo: C = Casa; T = Trasferta. Risultato: V = Vittoria; N = Pareggio; P = Sconfitta.

### Statistiche dei giocatori
| Giocatore        | 3. Liga  | 3. Liga | 3. Liga     | 3. Liga    | Coppa di Germania | Coppa di Germania | Coppa di Germania | Coppa di Germania | Totale   | Totale | Totale      | Totale     |
| Giocatore        | Presenze | Reti    | Ammonizioni | Espulsioni | Presenze          | Reti              | Ammonizioni       | Espulsioni        | Presenze | Reti   | Ammonizioni | Espulsioni |
| ---------------- | -------- | ------- | ----------- | ---------- | ----------------- | ----------------- | ----------------- | ----------------- | -------- | ------ | ----------- | ---------- |
| M. Albæk         | 22       | 1       | 2           | 0          | 1                 | 0                 | 0                 | 0                 | 23       | 1      | 2           | 0          |
| T. Bergmann      | 23       | 2       | 3           | 0          | 0                 | 0                 | 0                 | 0                 | 23       | 2      | 3           | 0          |
| J. Biada         | 16       | 1       | 3           | 0          | 1                 | 0                 | 0                 | 0                 | 17       | 1      | 3           | 0          |
| F. Botișeriu     | 0        | 0       | 0           | 0          | 0                 | 0                 | 0                 | 0                 | 0        | 0      | 0           | 0          |
| F. Dick          | 11       | 0       | 2           | 0          | 1                 | 0                 | 0                 | 0                 | 12       | 0      | 2           | 0          |
| D. Esmel         | 0        | 0       | 0           | 0          | 0                 | 0                 | 0                 | 0                 | 0        | 0      | 0           | 0          |
| G. Fechner       | 27       | 1       | 7           | 0          | 1                 | 0                 | 0                 | 0                 | 28       | 1      | 7           | 0          |
| L. Gottwalt      | 18       | 1       | 0           | 0          | 0                 | 0                 | 0                 | 0                 | 18       | 1      | 0           | 0          |
| L. Grill         | 18       | 0       | 1           | 0          | 0                 | 0                 | 0                 | 0                 | 18       | 0      | 1           | 0          |
| A. Hainault      | 32       | 1       | 7           | 0          | 1                 | 0                 | 0                 | 0                 | 33       | 1      | 7           | 0          |
| C. Hemlein       | 33       | 4       | 6           | 0          | 1                 | 0                 | 1                 | 0                 | 34       | 4      | 7           | 0          |
| W. Hesl          | 14       | 0       | 0           | 0          | 0                 | 0                 | 0                 | 0                 | 14       | 0      | 0           | 0          |
| E. Huth          | 28       | 3       | 2           | 0          | 0                 | 0                 | 0                 | 0                 | 28       | 3      | 2           | 0          |
| A. Jonjic        | 11       | 0       | 2           | 0          | 0                 | 0                 | 0                 | 0                 | 11       | 0      | 2           | 0          |
| K. Kraus         | 36       | 1       | 3           | 0          | 1                 | 0                 | 0                 | 0                 | 37       | 1      | 3           | 0          |
| C. Kühlwetter    | 28       | 12      | 8           | 0          | 0                 | 0                 | 0                 | 0                 | 28       | 12     | 8           | 0          |
| J. Löhmannsröben | 26       | 2       | 1           | 0          | 1                 | 0                 | 0                 | 0                 | 27       | 2      | 1           | 0          |
| M. Morabet       | 0        | 0       | 0           | 0          | 0                 | 0                 | 0                 | 0                 | 0        | 0      | 0           | 0          |
| F. Pick          | 29       | 4       | 3           | 0          | 1                 | 0                 | 0                 | 0                 | 30       | 4      | 3           | 0          |
| D. Schad         | 30       | 1       | 2           | 0          | 0                 | 0                 | 0                 | 0                 | 30       | 1      | 2           | 0          |
| J. Scholz        | 0        | 0       | 0           | 0          | 0                 | 0                 | 0                 | 0                 | 0        | 0      | 0           | 0          |
| C. Sickinger     | 19       | 2       | 5           | 0          | 0                 | 0                 | 0                 | 0                 | 19       | 2      | 5           | 0          |
| J. Sievers       | 7        | 0       | 0           | 0          | 1                 | 0                 | 0                 | 0                 | 8        | 0      | 0           | 0          |
| L. Spalvis       | 5        | 1       | 1           | 0          | 1                 | 1                 | 1                 | 0                 | 6        | 2      | 2           | 0          |
| J. Sternberg     | 33       | 1       | 8           | 1          | 1                 | 0                 | 0                 | 0                 | 34       | 1      | 8           | 1          |
| T. Thiele        | 37       | 7       | 2           | 0          | 1                 | 0                 | 0                 | 0                 | 38       | 7      | 2           | 0          |
| H. Zuck          | 21       | 3       | 2           | 0          | 1                 | 0                 | 0                 | 0                 | 22       | 3      | 2           | 0          |
| Ö. Özdemir       | 3        | 0       | 1           | 0          | 0                 | 0                 | 0                 | 0                 | 3        | 0      | 1           | 0          |